# Baron Baden-Powell

Wappen der Barone Baden-Powell

Baron Baden-Powell, of Gilwell in der County of Essex, ist ein erblicher britischer Adelstitel in der Peerage of the United Kingdom.

## Verleihung und nachgeordnete Titel
Der Titel wurde am 17. September 1929 für den Militär und Gründer der Pfadfinderbewegung Sir Robert Baden-Powell, 1. Baronet, geschaffen. Dieser hatte während des Zweiten Burenkriegs die Verteidigung der Stadt Mafeking organisiert, die von den Buren 217 Tage belagert wurde, bis sie entsetzt werden konnte. Nach seinem Ausscheiden aus dem Militärdienst gründete er die weltweite Pfadfinderbewegung.
Robert Baden-Powell war bereits am 4. Dezember 1922 in der Baronetage of the United Kingdom zum Baronet, of Bentley in the County of Southampton, ernannt worden. Dieser Titel wird als nachgeordneter Titel vom jeweiligen Baron geführt.

## Liste der Barone Baden-Powell (1929)
- Robert Stephenson Smyth Baden-Powell, 1. Baron Baden-Powell (1857–1941)
- Arthur Robert Peter Baden-Powell, 2. Baron Baden-Powell (1913–1962)
- Robert Crause Baden-Powell, 3. Baron Baden-Powell (1936–2019)
- David Michael Baden-Powell, 4. Baron Baden-Powell (1940–2023)
- David Robert Baden-Powell, 5. Baron Baden-Powell (* 1971)

Titelerbe (Heir apparent) ist der Sohn des aktuellen Titelinhabers, Hon. Max Baden-Powell (* 2009).